# Joyce Carol Oates

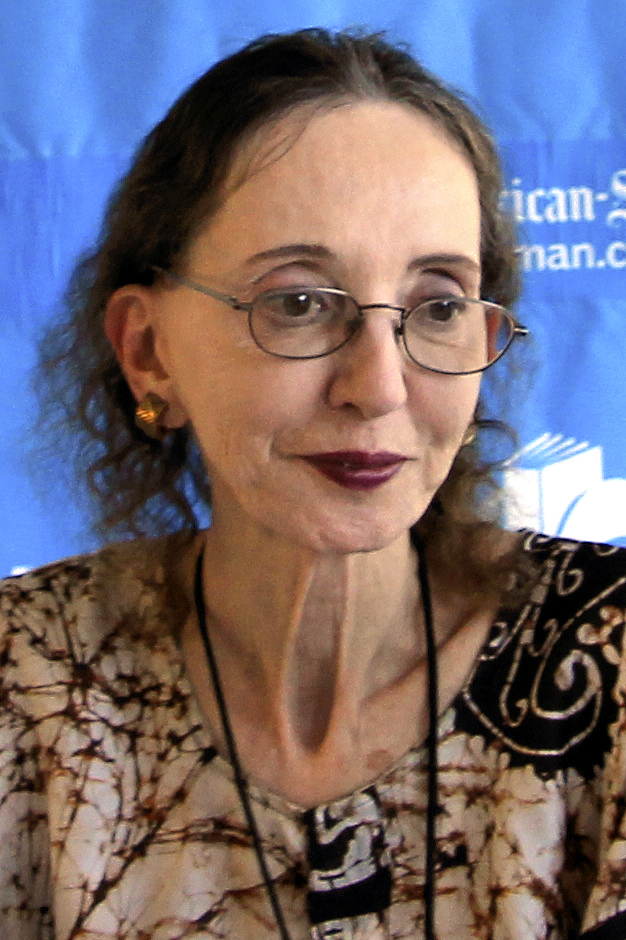
Joyce Carol Oates (2014)

Joyce Carol Oates (* 16. Juni 1938 in Lockport, New York) ist eine US-amerikanische Schriftstellerin. Gelegentlich publiziert Oates auch unter den Pseudonymen Rosamond Smith und Lauren Kelly.
Oates’ erster Roman erschien im Jahr 1963. Seitdem hat sie mehr als 40 Romane sowie eine Reihe Theaterstücke, Novellen sowie mehrere Sammlungen von Kurzgeschichten, Lyrik, Essays und Biographisches veröffentlicht. In ihrem Werk finden sich sowohl realistisch-sozialkritische Themen (Jene, Foxfire) als auch Fantastisches (Bellefleur, Die Schwestern von Bloodsmoor). Ihre Jugendbücher wie Unter Verdacht und Sexy handeln zumeist vom Erwachsenwerden und den Schwierigkeiten, eine eigene Identität zu finden und sie gegenüber der Umwelt zu verteidigen. Oates gilt als eine der vielseitigsten und bedeutendsten Autorinnen der amerikanischen Gegenwartsliteratur und wird seit Jahren zu den Anwärtern auf den Nobelpreis für Literatur gerechnet.
Zu den Auszeichnungen, die sie bislang in ihrem Leben erhalten hat, gehört der National Book Award für den Roman them (dt. Titel: Jene, 1970), zwei Mal der O. Henry Award und die National Humanities Medal. Sie war mehrfach für den Pulitzer-Preis nominiert: 1992 für Blackwater (dt. Titel: Schwarzes Wasser), 1994 für What I lived For (dt. Titel: Wofür ich gelebt habe) und 2000 für Blonde (dt. Titel: Blond).

## Leben und Werk

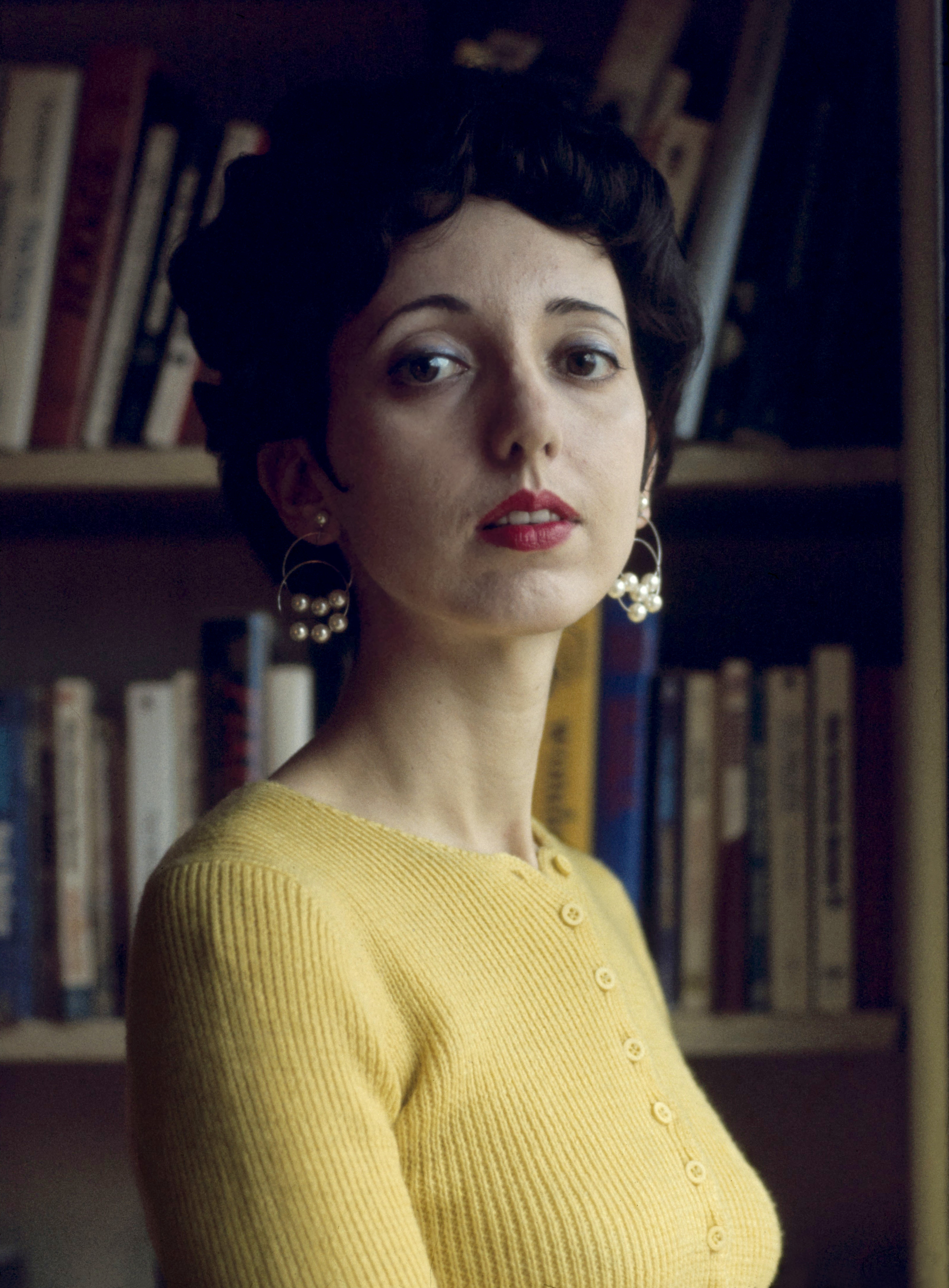
Joyce Carol Oates (1972)

Joyce Carol Oates ist das älteste Kind von drei Geschwistern. Ihre Mutter Carolina, geb. Bush, eine Tochter ungarischer Einwanderer, war Hausfrau. Ihr Vater Frederic James Oates arbeitete als Werkzeugmacher in einer Fabrik. Joyce wurde katholisch erzogen, ordnet sich heute aber als Atheistin ein. Ihr Bruder Fred Jr. kam 1943 zur Welt, ihre Schwester Lynn Ann, die autistisch ist, wurde 1956 geboren. Sie wuchs in Millersport auf, einer von Arbeitern und Landwirten geprägten Gemeinde im US-Bundesstaat New York. Sie selber sagte über ihre Kindheit, dass sie angesichts der Zeit, des Orts und der ökonomischen Verhältnisse das Glück gehabt habe, in einer glücklichen, eng zusammenstehenden und ansonsten ganz gewöhnlichen Familie aufgewachsen zu sein.
Von großem Einfluss in ihrer Kindheit war ihre Großmutter väterlicherseits Blanche Woodside, die bei der Familie lebte. Oates begann sehr früh sehr viel zu lesen und erhielt von Blanche unter anderem Lewis Carrolls Alice im Wunderland geschenkt. Oates selbst bezeichnet diese Erzählung als den größten Schatz meiner Kindheit und das literarische Werk mit dem größten Einfluss auf mich. Es war Liebe auf den ersten Blick!. Bereits als junger Teenager begann sie Werke von William Faulkner, Fjodor Dostojewski, Henry David Thoreau, Ernest Hemingway, Charlotte Brontë und Emily Brontë zu lesen, von denen sie behauptet, dass ihr Einfluss bis heute nachwirke. Oates begann im Alter von vierzehn Jahren zu schreiben –, die Schreibmaschine, die sie dafür nutzte, war ein Geschenk ihrer Großmutter Blanche. Erst nach Blanches Tod erfuhr Oates, dass sich Blanches Vater das Leben genommen hatte und dass Blanche danach ihre jüdische Abstammung leugnete. Oates hat Einzelheiten aus dem Leben ihrer Großmutter in dem 2007 erstveröffentlichten Roman The Gravedigger’s Daughter (dt. Titel: Geheimnisse) verarbeitet. Ihren Highschool-Abschluss machte Oates 1956, und sie war die Erste in ihrer Familie, die einen solchen Schulabschluss besaß.
1956 erhielt Oates ein Stipendium und studierte in Syracuse und an der University of Wisconsin Englisch und Philosophie. Sie erwarb 1960 den Bachelor of Arts und 1961 den Master of Arts. Bereits während ihres Studiums an der Syracuse University begann sie, sich intensiv dem Schreiben zu widmen, indem sie Roman um Roman verfasste und die Manuskripte wegwarf, sobald sie fertig waren. Ihren eigenen Horizont begann sie zu erweitern, indem sie Erzählungen von D. H. Lawrence, Flannery O’Connor, Thomas Mann und Franz Kafka zu lesen begann. Unverändert billigt sie diesen Autoren einen Einfluss auf ihr eigenes Werk zu. Im Alter von neunzehn Jahren gewann sie den College Short Story-Wettbewerb, der von dem amerikanischen Frauenmagazin Mademoiselle gesponsert wird. Evelyn Shrifte, Leiterin von Vanguard Press, lernte Oates kennen, kurz nachdem sie ihren Master gemacht hatte. 1963 erschien Oates’ erste Kurzgeschichtensammlung bei diesem Verlag.

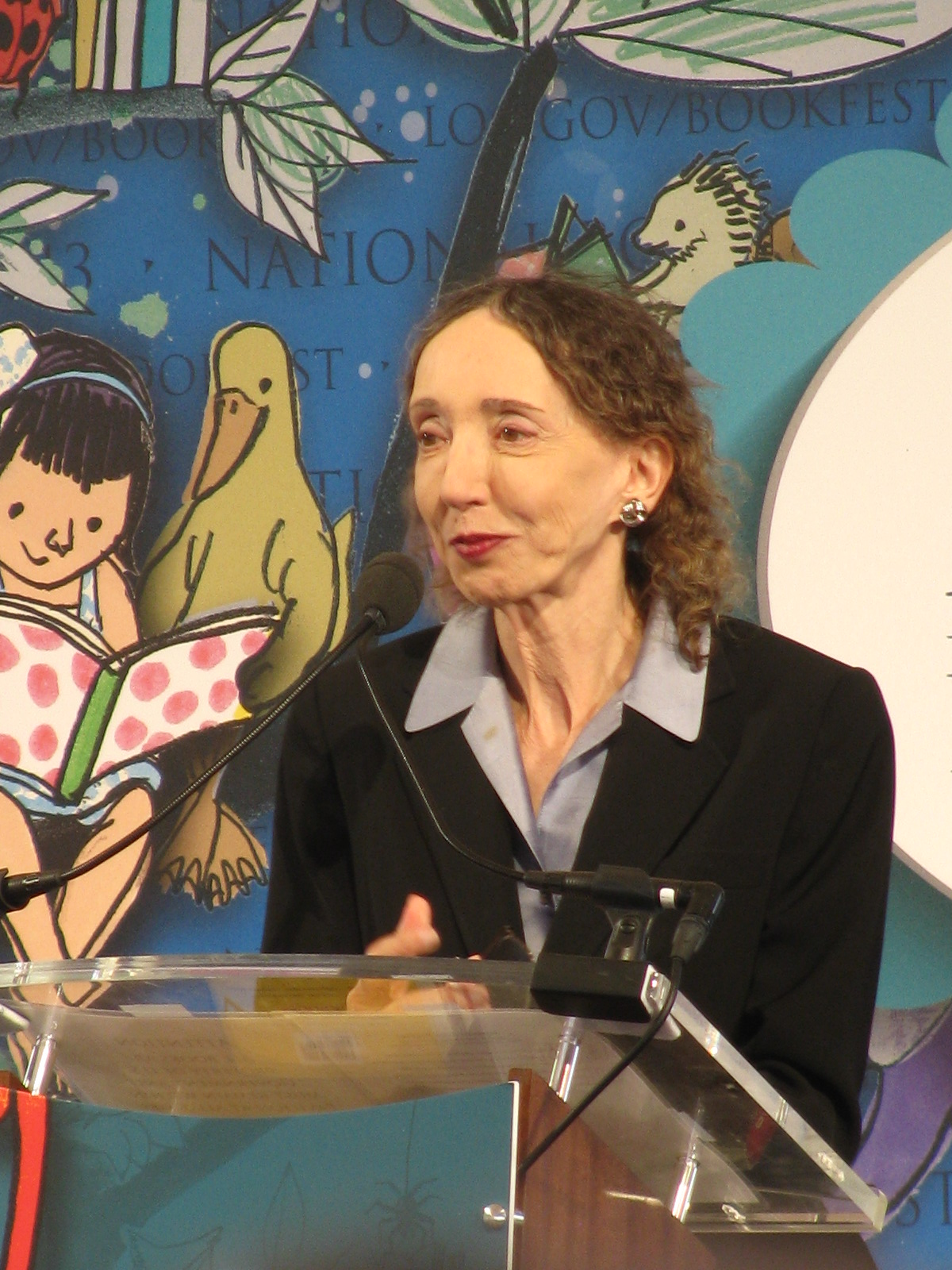
Joyce Carol Oates, September 2013

Von 1961 bis 1967 war Oates Anglistik-Dozentin an der University of Detroit, von 1967 bis 1978 wirkte sie an der Universität im kanadischen Windsor. Nachdem sie von 1978 bis 1981 als Writer in Residence an der Princeton University (New Jersey) gearbeitet hatte, wurde sie dort 1987 Professorin für Kreatives Schreiben.
Ab 1961 war Joyce Carol Oates mit Raymond J. Smith (1930–2008) verheiratet, der als Professor für Literaturgeschichte in Princeton lehrte. Das Paar hatte keine Kinder. Gemeinsam gaben sie die „Ontario Review of Books“ heraus. Im März 2009 heirateten Joyce Carol Oates und der Neurowissenschaftler Charles G. Gross (1936–2019). Seit 2019 ist Oates verwitwet.

## Preise und Auszeichnungen
- 1959: Mademoiselle College Fiction Award für In the Old World
- 1967: O.-Henry-Preis für die Kurzgeschichte In the Region of Ice
- 1968: Rosenthal Award, National Institute of Arts and Letters für A Garden of Earthly Delights
- 1970: National Book Award für them
- 1973: O.-Henry-Preis für The Dead
- 1978: Mitglied der American Academy of Arts and Letters
- 1990: Heidemann Award for One-act Plays für Tone Clusters (geteilter Preis)
- 1992: Mitglied der American Academy of Arts and Sciences
- 1994: Bram Stoker Award für das Lebenswerk
- 1996: Bram Stoker Award for Superior Achievement in a Novel für Zombie
- 1996: Boston Book Review's Fisk Fiction Prize für Zombie
- 2001: Oprah’s Book Club für We Were the Mulvaneys[11]
- 2005: Prix Femina Etranger für The Falls
- 2006: Chicago Tribune Literary Prize[12]
- 2010: National Humanities Medal
- 2011: World Fantasy Award für die Sammlung Fossil-Figures
- 2011: Shirley Jackson Award (Spezialpreis)
- 2011: Grand Prix de l’Héroïne Madame Figaro für Petite soeur, mon amour, der französischen Übersetzung von My Sister, My Love
- 2012: Norman Mailer Prize für das Lebenswerk
- 2012: Bram Stoker Award for Best Fiction Collection für The Corn Maiden and Other Nightmares
- 2012: Shirley Jackson Award für die Sammlung The Corn Maiden and Other Nightmares
- 2013: Bram Stoker Award for Best Fiction Collection für Black Dahlia and White Rose
- 2016: Mitglied der American Philosophical Society
- 2017: Bram Stoker Award für die Sammlung The Doll-Master and Other Tales of Terror und für die Kurzgeschichte The Crawl Space
- 2017: Los Angeles Times Book Prize (Kategorie „Mystery/Thriller“) für A Book of American Martyrs
- 2019: Jerusalem-Preis
- 2020: Prix mondial Cino Del Duca für das Lebenswerk[13]

### Nominierungen
- 1993: Pulitzer-Preis für Black Water[14]
- 1995: Pulitzer-Preis für What I Lived For
- 2001: Pulitzer-Preis für Blonde
- 2009: Man Booker International Prize
- 2011: Bram Stoker Award for Superior Achievement in a Fiction Collection für The Corn Maiden and Other Nightmares[15]

## Bibliografie

### Romane
- With Shuddering Fall. The Vanguard Press, New York 1964.
- A Garden of Earthly Delights. The Vanguard Press, New York, 1966.
  - Deutsche Ausgabe: Ein Garten irdischer Freuden. Übersetzt von Isabella Nadolny. Christian Wegner, Hamburg 1970, ISBN 3-499-11491-7.
- Expensive People. The Vanguard Press, New York 1968.
- them. Vanguard Press, New York 1969, ISBN 978-0-81490668-2.
  - Deutsche Ausgabe: Jene. Übersetzt von Isabella Nadolny. DVA, Stuttgart 1975, ISBN 3-421-01732-8.
- Wonderland. Vanguard, New York 1971, ISBN 978-0-81490659-0.
- Do with Me What You Will (1973)
- The Assassins: A Book of Hours (1975)
- Childwold (1976)
  - Deutsch: Im Dickicht der Kindheit. Übersetzt von Eva Bornemann. DVA, Stuttgart 1983, ISBN 3-421-06126-2.
- Son of the Morning (1978)
- Cybele (1979)
- Unholy Loves (1979)
  - Deutsch: Unheilige Liebe. Übersetzt von Helga Huisgen. DVA, Stuttgart 1984, ISBN 3-421-06173-4.
- Bellefleur (1980)
  - Deutsch: Bellefleur. Übersetzt von Elisabeth Schnack. DVA, Stuttgart 1982, ISBN 3-421-06106-8.
- Angel of Light (1981)
  - Deutsch: Engel des Lichts. Übersetzt von Elisabeth Schnack. DVA, Stuttgart 1984, ISBN 3-421-06205-6.
- A Bloodsmoor Romance (1982)
  - Deutsch: Die Schwestern von Bloodsmoor. Übersetzt von Elisabeth Schnack. DVA, Stuttgart 1982, ISBN 3-421-06362-1.
- Mysteries of Winterthurn (1984)
- Solstice (1985)
  - Deutsch: Im Zeichen der Sonnenwende. Übersetzt von Barbara Henninges. DVA, Stuttgart 1990, ISBN 3-421-06551-9.
- Marya: A Life (1986)
  - Deutsch: Marya: Ein Leben. Übersetzt von Barbara Henninges. DVA, Stuttgart 1990, ISBN 3-421-06610-8.
- You Must Remember This (1987)
  - Deutsch: Die unsichtbaren Narben. Übersetzt von Rüdiger Hipp. DVA, Stuttgart 1992, ISBN 3-421-06546-2.
- American Appetites (1989)
  - Deutsch: Amerikanische Begierden. Übersetzt von Renate Orth-Guttmann. DVA, Stuttgart 1993, ISBN 3-421-06653-1.
- Because It Is Bitter, and Because It Is My Heart (1990)
  - Deutsch: Bitterkeit des Herzens. Übersetzt von Rüdiger Hipp. DVA, Stuttgart 1994, ISBN 3-421-06687-6.
- I Lock My Door Upon Myself (1990)
  - Deutsch: Ich schließe mich selbst ein. Übersetzt von Renate Orth-Guttmann. Goldmann, München 2002, ISBN 3-442-72376-0.
- Black Water (1992)
  - Deutsch: Schwarzes Wasser. Übersetzt von Rüdiger Hipp. DVA, Stuttgart 1993, ISBN 3-421-06631-0.
- Foxfire: Confessions of a Girl Gang (1993)
  - Deutsch: Foxfire: Die Geschichte einer Mädchenbande. Übersetzt von Rüdiger Hipp. DVA, Stuttgart 1995, ISBN 3-421-05006-6.
- What I Lived For (1994)
  - Deutsch: Wofür ich gelebt habe. Übersetzt von Renate Orth-Guttmann. DVA, Stuttgart 1997, ISBN 3-421-05072-4.
- Zombie (1995)
  - Deutsch: Zombie. Übersetzt von Renate Orth-Guttmann. DVA, Stuttgart 2000, ISBN 3-421-05178-X.
- We Were the Mulvaneys (1996)
  - Deutsch: Wir waren die Mulvaneys. Übersetzt von Renate Orth-Guttmann. DVA, Stuttgart 2003, ISBN 3-421-05120-8.
- Man Crazy (1997)
- My Heart Laid Bare (1998)
- Broke Heart Blues (1999)
- Blonde (2000)
  - Deutsch: Blond. Übersetzt von Uda Strätling, Sabine Hedinger und Karen Lauer. Fischer, Frankfurt am Main 2000, ISBN 3-10-054000-X. Überarbeitete Neuausgabe: Hamburg 2021, ISBN 978-3-7530-0004-6
- Middle Age: A Romance (2001)
  - Deutsch: Hudson River. Übersetzt von Silvia Morawetz. Fischer, Frankfurt am Main 2003, ISBN 3-10-054011-5.
- I’ll Take You There (2002)
  - Deutsch: Ausgesetzt. Übersetzt von Silvia Morawetz. Fischer, Frankfurt am Main 2007, ISBN 978-3-10-054006-5.
- The Tattooed Girl (2003)
- The Falls (2004)
  - Deutsch: Niagara. Übersetzt von Silvia Morawetz. Fischer, Frankfurt am Main 2007, ISBN 978-3-10-054007-2.
- Missing Mom (2005)
  - Deutsch: Du fehlst. Übersetzt von Silvia Morawetz. Fischer, Frankfurt am Main 2008, ISBN 978-3-10-054014-0.
- Black Girl/White Girl (2006)
- The Gravedigger’s Daughter (2007)
  - Deutsch: Geheimnisse. Übersetzt von Silvia Morawetz. Fischer, Frankfurt am Main 2010, ISBN 978-3-10-054008-9.
- The Fair Maiden (2010)
- The Accursed (2013)
  - Deutsch: Die Verfluchten. Übersetzt von Silvia Morawetz. Fischer, Frankfurt am Main 2014, ISBN 978-3-10-054021-8.
- Carthage (2014)
- The Sacrifice (2015)
- Jack of Spades (2015)
  - Deutsch: Pik-Bube. Übersetzt von Frauke Czwikla. Droemer HC, München 2018, ISBN 978-3-426-28187-1.
- The Man Without a Shadow (2016)
  - Deutsch: Der Mann ohne Schatten. Übersetzt von Silvia Morawetz. Fischer, Frankfurt am Main 2018, ISBN 978-3-10-397276-4.
- A Book of American Martyrs (2017)
- Hazards of Time Travel (2018)
- My Life As a Rat (2019)
- Pursuit (2019)
  - Deutsch: Verfolgung. Übersetzt von Ilka Schlüchtermann. Osburg, Hamburg 2020, ISBN 978-3-95510-213-5.
- Night. Sleep. Death. The Stars. (2020)
- Babysitter. Alfred A. Knopf, New York 2022, ISBN 978-0-593-53517-2.
- Butcher. Alfred A. Knopf, New York 2024
  - Deutsch: Der Schlächter. Übersetzt von Silvia Morawetz. Karl Blessing, München 2025, ISBN 978-3-89667-768-6.

als Rosamond Smith
- Lives of the Twins (1987)
  - Deutsch: Der Andere. Übersetzt von Maria Poelchau. Kiepenheuer und Witsch, Köln 1987, ISBN 3-462-01969-4.
- Soul/Mate (1989)
  - Deutsch: Dein Tod, mein Leben. Psychothriller. Übersetzt von Maria Poelchau. Kiepenheuer und Witsch, Köln 1993, ISBN 3-462-02241-5.
- Nemesis (1990)
  - Deutsch: Das Frühlingsopfer. Kriminalroman. Übersetzt von Elfriede Peschel. dtv, München 1994, ISBN 3-423-11859-8.
- Snake Eyes (1992)
  - Deutsch: Schlangenhaut. Psychothriller. Übersetzt von Maria Poelchau. Kiepenheuer und Witsch, Köln 1997, ISBN 3-423-15108-0.
- You Can’t Catch Me (1995)
  - Deutsch: Komm wenn es dunkel wird. Psychothriller. Übersetzt von Hanna Neves. dtv, München 1996, ISBN 3-423-12167-X.
- Double Delight (1997)
  - Deutsch: Lockender Engel. Übersetzt von Maria Poelchau. dtv, München 1999, ISBN 3-423-24146-2.
- Starr Bright Will Be With you Soon (1999)
- The Barrens (2001)
  - Deutsch: Die Tote im Moor. Übersetzt von Gerald Jung. Goldmann, München 2003, ISBN 3-442-05477-X.

als Lauren Kelly
- Take Me, Take Me With You (2003)
- The Stolen Heart (2005)
- Blood Mask (2006)

### Novellen
- The Triumph of the Spider Monkey (1976)
- The Rise of Life on Earth (1991)
  - Deutsch: Der Zorn des Engels. Übersetzt von Antje Althans. Goldmann, München 1997, ISBN 3-442-72246-2.
- First Love: A Gothic Tale (1996)
- Beasts (2002)
- Rape: A Love Story (2003)
  - Deutsch: Vergewaltigt. Eine Liebesgeschichte. Übersetzt von Uda Strätling. Fischer-Taschenbuch-Verlag, Frankfurt am Main 2012, ISBN 978-3-596-16707-4.
- The Corn Maiden: A Love Story (2005)
- A Fair Maiden (2010)
- Patricide (2012)
- The Rescuer (2012)

### Kurzgeschichtensammlungen
- By the North Gate (1963)
- Upon the Sweeping Flood And Other Stories (1966)
- The Wheel of Love And Other Stories (1970)
  - Deutsch: Das Rad der Liebe. Übersetzt von Barbara von Bechtolsheim und Barbara Henninges. DVA, Stuttgart 1988, ISBN 3-421-06460-1.
- Marriages and Infidelities (1972)
  - Deutsch: Lieben, verlieren, lieben. Übersetzt von Charlotte Franke. DVA, Stuttgart 1980, ISBN 3-421-01948-7. Auch als: Das Mittwochskind: Erzählungen. dtv; München 1992, ISBN 3-423-11501-7.
- The Goddess and Other Women (1974)
- The Hungry Ghosts: Seven Allusive Comedies (1974)
- Where Are You Going, Where Have You Been?: Stories of Young America (1974)
- The Poisoned Kiss And Other Stories from the Portuguese (1975)
- The Seduction & Other Stories (1975)
- Crossing the Border: Fifteen Tales (1976)
  - Deutsch: Grenzüberschreitungen. Übersetzt von Helga Pfetsch. DVA, Stuttgart 1978, ISBN 3-421-01863-4.
- Night-Side (1977)
- All the Good People I’ve Left Behind (1979)
- A Sentimental Education: Stories (1980)
- Last Days: Stories (1984)
  - Deutsch: Letzte Tage. Erzählungen. Übersetzt von Eva Bornemann. DVA, Stuttgart 1986, ISBN 3-421-06215-3.
- Wild Saturday (1984)
- Raven’s Wing: Stories (1986)
- The Assignation: Stories (1989)
  - Deutsch: Das Rendezvous: Stories. Übersetzt von Renate Orth-Guttmann. DVA, Stuttgart 1992, ISBN 3-421-06529-2.
- Oates In Exile (1990)
- Heat And Other Stories (1991)
- Where Is Here? (1992)
- Where Are You Going, Where Have You Been?: Selected Early Stories (1993)
- Haunted: Tales of the Grotesque (1994)
  - Deutsch: Das Spukhaus. Übersetzt von Renate Orth-Guttmann. DVA, Stuttgart 1996, ISBN 3-421-05058-9.
- Demon and other tales (1996)
- Will You Always Love Me? And Other Stories (1996)
- The Collector of Hearts: New Tales of the Grotesque (1998)
- Faithless: Tales of Transgression (2001)
- I Am No One You Know: Stories (2004)
- The Female of the Species: Tales of Mystery and Suspense (2006)
- High Lonesome: New & Selected Stories, 1966–2006 (2006)
- The Corn Maiden and other Nightmares (2011)
- Black Dahlia & White Rose (2012)
- Evil Eye: Four Novellas of Love Gone Wrong (2013)
- High Crime Area: Tales of Darkness and Dread (2014)
- Lovely, Dark, Deep (2014)
- The Doll-Master and Other Tales of Terror (2016)
- Dis Mem Ber and Other Stories of Mystery and Suspense (2017)
- Beautiful Days (2018)
- Night-Gaunts and Other Tales of Suspense (2018)

Deutsche Zusammenstellung:
- Die Lästigen : Eine amerikanische Chronik in Erzählungen. Ausgewählt von Gabriela Jaskulla. Eichborn (Reihe Die Andere Bibliothek), Frankfurt am Main 2011, ISBN 978-3-8218-6237-8.

### Dramen
- Miracle Play (1974)
- Ontological Proofs of My Existence
  - Deutsch: Shelley – Ontologischer Beweis meines Daseins. Übersetzt von Alissa Walser und Reinhard Palm. DEA: Theater am Turm, Frankfurt am Main, 22. Oktober 1985
- The Triumph of the Spider Monkey
- Tone Clusters (1990)
  - Deutsch: Tone Clusters. Übersetzt von Alissa Walser. DEA: Schauspiel Essen, 3. März 1991
- The Eclipse (1990)
  - Deutsch: Mondfinsternis. Übersetzt von Alissa Walser. DEA: Akademietheater, Wien, 6. November 1992
- In Darkest America (1991)
- I Stand Before You Naked (1991)
  - Deutsch: Nackt stehe ich vor euch. Übersetzt von Alissa Walser. DEA: Schauspiel Essen, 3. März 1991
- Twelve Plays (1991)
- The Perfectionist and Other Plays (1995)
- New Plays (1998)
- Miss Golden Dreams (2001)
- Dr. Magic: Six One Act Plays (2004)
- The Tattooed Girl (2005)

### Interviews
- Joyce Carol Oates: Conversations 1970–2006 (2006)

### Essays und Autobiografisches
- The Edge of Impossibility: Tragic Forms in Literature (1972)
- The Hostile Sun: The Poetry of D.H. Lawrence (1974)
- New Heaven, New Earth: The Visionary Experience in Literature (1974)
- Contraries: Essays (1981)
- The Profane Art: Essays & Reviews (1983)
- On Boxing (1987)
  - Deutsch: Über Boxen. Übersetzt von Ursula Locke-Gross. Manesse, Zürich 1987, ISBN 3-7175-8120-1. Neuausgabe: Übersetzt von Ursula Locke-Groß und Andrea Ott, Zürich 2013,  ISBN 978-3-7175-2282-9
- (Woman) Writer: Occasions and Opportunities (1988)
- George Bellows: American Artist (1995)
- Where I’ve Been, And Where I’m Going: Essays, Reviews, and Prose (1999)
- The Faith of A Writer: Life, Craft, Art (2003)
  - Deutsch: Beim Schreiben allein: Handwerk und Kunst. Übersetzt von Kerstin Winter. Autorenhaus, Berlin 2006, ISBN 978-3-86671-002-3.
- Uncensored: Views & (Re)views (2005)
- A Widow’s Story. A Memoir (2011)
  - Deutsch: Meine Zeit der Trauer. Übersetzt von Silvia Morawetz. Fischer, Frankfurt am Main 2011, ISBN 978-3-10-054009-6.
- Soul at the White Heat: Inspiration, Obsession, and the Writing Life (2016)

### Gedichtsammlungen
- Anonymous Sins & Other Poems (1969)
- Love and Its Derangements (1970)
- Angel Fire (1973)
- The Fabulous Beasts (1975)
- Women Whose Lives Are Food, Men Whose Lives Are Money (1978)
- Invisible Woman: New and Selected Poems, 1970–1982 (1982)
- The Time Traveler (1989)
- Tenderness (1996)

### Jugendromane
- Big Mouth & Ugly Girl (2002)
  - Deutsch: Unter Verdacht : Die Geschichte von Big Mouth und Ugly Girl. Übersetzt von Birgitt Kollmann. Hanser, München 2003, ISBN 3-446-20302-8. Taschenbuch: DTV (Reihe Hanser; dtv 62216), München 2005, ISBN 3-423-62216-4.
- Small Avalanches and Other Stories
  - Deutsch: Bad Girls: Stories. Übersetzt von Birgitt Kollmann. dtv, München 2004, ISBN 3-423-62187-7.
- Freaky Green Eyes (2003)
  - Deutsch: Mit offenen Augen: die Geschichte von Freaky Green Eyes. Übersetzt von Birgitt Kollmann. Hanser, München/Wien 2005, ISBN 3-446-20605-1.
- Sexy (2004)
  - Deutsch: Sexy. Übersetzt von Birgitt Kollmann. Hanser, München/Wien 2006, ISBN 3-446-20792-9.
- After the Wreck, I Picked Myself Up, Spread My Wings, and Flew Away (2006)
  - Deutsch: Nach dem Unglück schwang ich mich auf, breitete meine Flügel aus und flog davon. Übersetzt von Birgitt Kollmann. Hanser, München 2008, ISBN 978-3-446-20986-2.
- Two or Three Things I Forgot to Tell You (2012)
  - Deutsch: Zwei oder drei Dinge, die ich dir nicht erzählt habe. Übersetzt von Brigitte Jakobeit. Hanser, München 2014, ISBN 978-3-446-24632-4.

### Kinderbücher
- Come Meet Muffin! (1998)
- Where Is Little Reynard? (2003)
- Naughty Chérie! (2008)

## Verfilmungen (Auswahl)
- 1976: In the Region of Ice
- 1985: Bedrohliches Geflüster (Smooth Talk)
- 1991: Man liebt nur zweimal (Lies of the Twins)
- 1996: Foxfire
- 1999: Als wir uns kennen lernten (Getting to know you)
- 2001: Blond (Blonde)
- 2017: Der andere Liebhaber (L’amant double)
- 2017: Vengeance – Pfad der Vergeltung (Vengeance: A Love Story)
- 2022: Blond (Blonde)

## Dokumentation
- Joyce Carol Oates, die Frau der 100 Bücher. Regie: Stig Björkman, ARTE F, Schweden, 53 Minuten, 2023